# Raquel Freire
Raquel Branco Rodrigues Freire (Oporto, 22 de junio de 1973) es una cineasta, activista LGBT y cronista portuguesa.

## Trayectoria
Nació en Oporto en 1973, en una familia que estaba perseguida por la PIDE. Su madre era profesora y su padre fue uno de los capitanes de la Revolución de los Claveles.
Estudió Derecho en la Universidad de Coimbra. Durante su carrera fue miembro del Consejo Pedagógico de la Facultad de Derecho, del Senado y de la Asamblea Universitaria. Fue miembro de secciones culturales como el Centro de Estudos Cinematográficos (CEC), de Radio Universidade (RUC), y del Grupo Etnográfico & Folclórico (GEFAC).
Con 26 años, Raquel dirigió su primer largometraje, Rasganço, en 2001. En 2012, en un acto de protesta contra la extinción del Ministerio de Cultura, Freire quemó la película en una terraza con vistas a la Asamblea de la República, en Lisboa.
Trabajó como columnista en Antena 1 en el programa "É Tempo" en 2010. El programa generó polémica entre los oyentes por los temas tratados, porque Freire "habló del clítoris y dijo la palabra masturbación dos veces". En 2012 se suprimió el programa, lo que de nuevo generó mucha polémica, entre acusaciones de censura,y se decide la intervención de la Entitate Reguladora para la Comunicação Social (ERC).
En 2013 publicó el libro Trans Iberic Love, que en 2020 fue uno de los títulos escogidos para formar parte del proyecto lector de Sara Barros Leitão “Heróides – Clube do Livro Feminista”.
En 2020, participó en la primera edición del Queer Fest, en Lisboa, en la mesa de debate “O Queer Como Interseccionalidade”.

### Activismo LGBT
Raquel Freire es abiertamente pansexual y ha luchado por los derechos de las personas gays, lesbianas, bisexuales y transexuales. Es miembro de las Panteras Rosa de Portugal, (Frente de lucha contra la lesbihomotransfobia) y de la Red Internacional de Lucha contra la Homofobia. Respecto a la propuesta del Bloque de Izquierda y Os Verdes en octubre de 2008 sobre la legalización del matrimonio homosexual (que fue denegada, por la disciplina de voto impuesta por José Sócrates), la directora organizó una boda con su amiga, que consideraba una "acción política contra la homofobia". 

### Carrera cinematográfica
Fue la realizadora y guionista de Rio Vermelho, que se presentó en 1999 en el Festival de Cine de Turín. En 2001 presentó en el Festival Internacional de Cine de Venecia Rasganço (Veneza Film Festival 2001), que retrataba su vida universitaria. El título proviene de la última de las prácticas de estudiante, que consiste en rasgar la indumentaria académica del finalista, hasta que queda completamente desnudo. La historia trata de la llegada de un hombre misterioso que tiene la intención de estudiar en Coimbra, pero que empieza a mutilar y violar de forma inhumana a los estudiantes. El crítico João Lopes consideró la película como un "objeto inusual del cine portugués cuyo riesgo y originalidad se ven mermados por algunas limitaciones en el tratamiento de la causalidad narrativa y, sobre todo, en el trabajo de interpretación"; Vasco Câmara lo tomó como "un 'foraster' respecto al jerárquico mundo universitario de Coimbra".
En 2009 se estrenó en el Festival de Cine de São Paulo Veneno Cura. En 2021 rodó la película Mulheres do meu país, que fue exhibida en la RTP. En 2024, terminó su tercer largometraje de ficción, Filme Sem Câmara.

## Reconocimientos
En 2000 la Fundación Europea del Cine la nombró joven productora europea en Festival de Cannes. Su película Mulheres do meu país, fue premiada en el Porto Femme International Film Festival.

## Filmografía

### Como directora
- 2013 - Leis do Corpo (largometraje)
- 2012 - A Vida Queima (largometraje)
- 2009 - Esta é a minha Cara (documental)
- 2007 - Veneno Cuira (largometraje)
- 2004 - Aborto (documental)
- 2003 - Coimbra: é proibido proibir (documental)
- 2003 - Rasganço: entrevistas e reflexioēs sobre o filme (documental)
- 2001 - Rasganço (largometraje)
- 1999 - Río Vermelho (cortometraje)

### Como guionista
- 2013 - Leis do Corpo (largometraje)
- 2012 - A Vida Queima (largometraje)
- 2007- Veneno Cura (largometraje)
- 2001 - Rasganço (largometraje)
- 2000 - A Raiz do Coração (largometraje)
- 1999 - Río Vermelho (cortometraje)

### Como productora
- 2011 - A Vida Queima (largometraje)
- 2006- Otro Corto Con Niños (cortometraje)
- 2001 - Cançao Distante (cortometraje)
- 1999 - Río Vermelho (cortometraje)
- 1999 - Anjo Negro (cortometraje)

### Como ayudante de dirección
- 1998 - O Rio do Ouro (largometraje)

## Libros
- Do rama ao negro (2014). Lisboa: Sextante Editora. ISBN 978-989-676-114-1 [19][20]
- Trans Iberic Love (2013). Lisboa: Divina Comédia. ISBN 9789898633194 [21] [22]